# 芭芭拉·斯坦威克
芭芭拉·斯坦威克（Barbara Stanwyck；1907年7月16日—1990年1月20日），本名露比·凱瑟琳·史蒂文斯（Ruby Catherine Stevens），出生於美國纽约州布魯克林，為好萊塢知名女演員。

## 生平

### 早年
三歲時，母亲因一場車禍意外身亡，父親也離家出走。13歲時輟學，在布魯克林的一家百貨公司當包裝工。一心想跳舞的她從微簿的工資中賺取舞蹈課的學費。兩年後，開始了演藝生涯，在齊格菲歌舞團擔任跳舞女郎。

### 藝人生涯

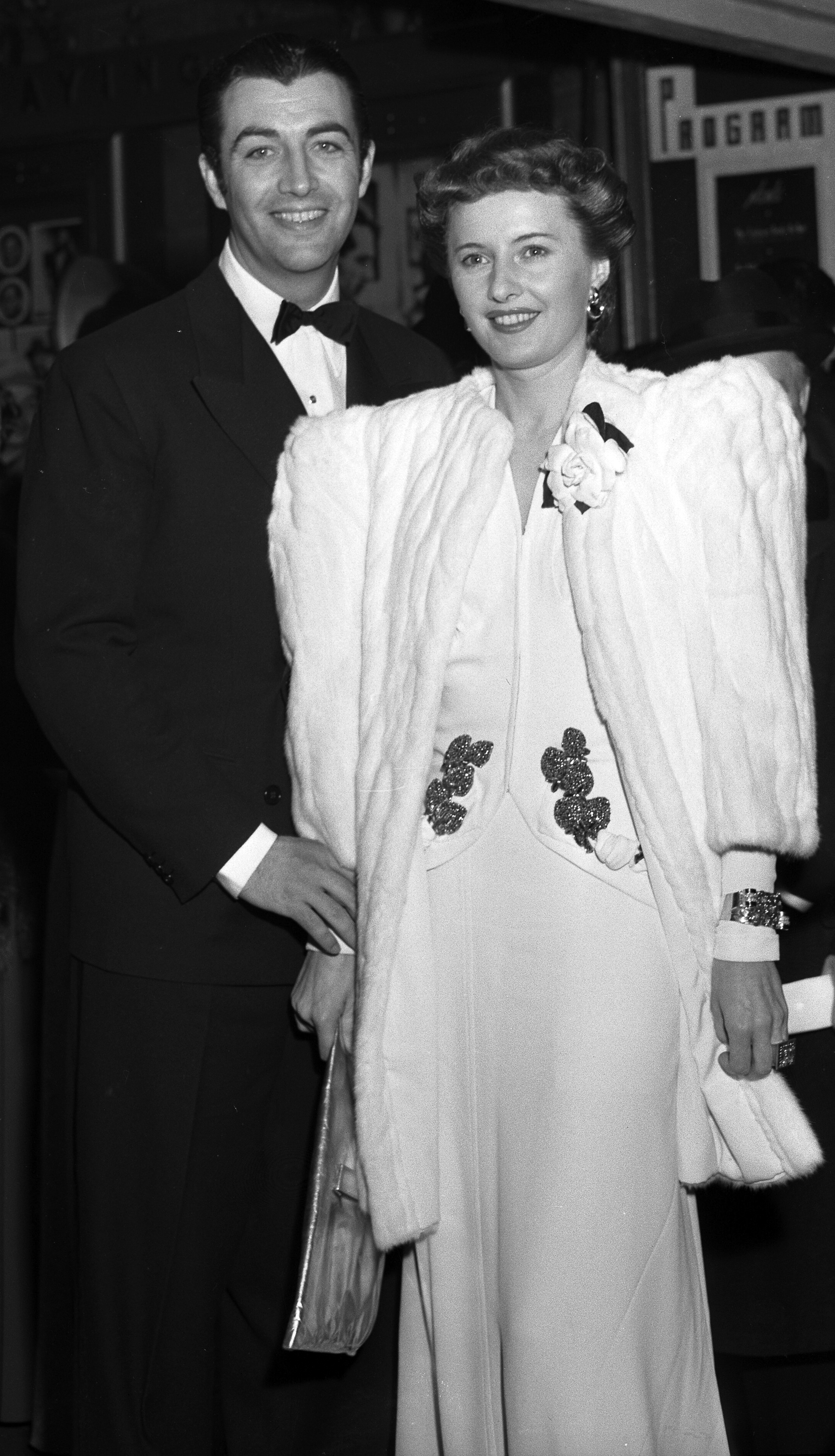
芭芭拉·斯坦威克

1927年，改名為芭芭拉·斯坦威克，她在無聲片《百老匯夜晚》中首次登上螢幕。1930年，斯坦威克參加了《閒花淚》的拍攝，導演法蘭克·卡普拉發現了她的才華，讓她在《風雲人物》（Meet John Doe）等影片中擔任主角，從而使人們漸漸熟知了斯坦威克。
1937年，斯坦威克在這部由金·維多執導的影片《慈母心》中，成功地試演了一位富於自我犧牲精神的堅忍母親，因而贏得了奧斯卡最佳女主角提名。
1940年代，她又分別以《郎才女貌》（又譯《火球》）、《謀殺案》、《火車謀殺案》、《打錯電話了》等影片，三次獲德奧斯卡最佳女主角金像獎提名。
1981年，林肯中心電影協會授予她電影成就獎。1982年，斯坦威克獲頒奧斯卡終身成就獎。

## 外部連結
- 芭芭拉·斯坦威克在互联网电影资料库（IMDb）上的資料（英文）
- TCM电影资料库上芭芭拉·斯坦威克的资料（英文）
- 在AllMovie上芭芭拉·斯坦威克的頁面（英文）
- 互聯網百老匯資料庫（IBDB）上芭芭拉·斯坦威克的資料（英文）
- Time article （页面存档备份，存于）
- Photographs of Barbara Stanwyck （页面存档备份，存于）
- Barbara Stanwyck, American Actress （页面存档备份，存于）
- "A Perfect Day" （页面存档备份，存于）
- 在Find a Grave上的芭芭拉·斯坦威克

| 獎項        | 獎項                              | 獎項      |
| ----------- | --------------------------------- | --------- |
| 亨利·方達   | 奧斯卡榮譽獎 1982年               | 米基·魯尼 |
| 約翰·休斯頓 | 林肯中心電影協會電影成就獎 1981年 | 比利·懷德 |